# Ufficio Primo
Ufficio Primo, dawniej Biurowiec Prezydium Rządu – zabytkowy budynek biurowy znajdujący się przy ulicy Wspólnej 62 w Warszawie. Reprezentuje modernistyczny historyzm, nawiązuje do włoskiego renesansu.

## Historia
Budynek zaprojektował Marek Leykam, za konstrukcję odpowiadał J. Dowgiałło. Projekt zaprezentowano na wystawie w Zachęcie w 1950 roku. Budynek miał stanowić część planowanej dzielnicy ministerstw jako „pałac władzy”. Widokowo miał się łączyć z byłym Dworcem Głównym (potem: Warszawa Śródmieście).
Biurowiec został wybudowany ok. 1952 roku, z przeznaczeniem na siedzibę Prezydium Rządu Bolesława Bieruta. Pełnił jednak tę funkcję tylko przez kilka posiedzeń, do 1953 roku. Potem mieściły się tam biura projektowe przemysłu samochodowego, obronnego i siedziby zjednoczeń, m.in. Zjednoczenia Przemysłu Budowy Urządzeń Chemicznych „Chemak”.
Od 1990 roku budynek znajdował się we władaniu FSO, a następnie spółki Euro Invest sp. z o.o. z grupy Kulczyk Holding.
W latach 1993–2008 w podziemiach budynku mieścił się klub muzyczny „Ground Zero”, w którym koncertowały m.in. U2, Eiffel 65 oraz Bob Geldof. Wcześniej w tym miejscu działało kino „Barbara”, założone po 1956 roku.
Budynek znalazł się na opracowanej w 2003 roku przez Stowarzyszenie Architektów Polskich liście dóbr kultury współczesnej Warszawy z lat 1945–1989 ze względu na wszystkie analizowane wówczas kryteria. Od lipca 2012 roku znajduje się w gminnej ewidencji zabytków m.st. Warszawy (ID: SRO10857), a w 2015 roku został wpisany do rejestru zabytków nieruchomych województwa mazowieckiego (nr rejestru A-1290 z 19 marca 2015 roku).
W latach 2010–2012 przeprowadzono generalny remont budynku, którego celem było doprowadzenie go do standardu A+. Po remoncie, który objął m.in. restaurację krużganków, kolumn i dębowych drzwi, powierzchnia najmu łącznie z salą konferencyjną wynosi ponad 6000 m². Koszt przebudowy wyniósł ponad 15 milionów euro. Ufficio Primo otrzymał III nagrodę w I edycji (za lata 2001–2014) Nagrody Architektonicznej Prezydenta m.st. Warszawy w kategorii „architektura zrewitalizowana”. Nagrodzone zespoły architektów to: O&O (Wiesław Olko, Artur Nurczewski, Łukasz Engel, Łukasz Kwietniewski, Grzegorz Bajorek) i Pracownia B’ART (Bartłomiej Biełyszew, Andrzej Skopiński, Arkadiusz Chrulski, Monika Szydłowska). Nowa nazwa handlowa biurowca nawiązuje do florenckiej Galerii Uffizi.
W 2015 roku przed wejściami do budynku ustawiono cztery rzeźby autorstwa Barbary Falender o wspólnym tytule „Strażnicy” przedstawiające Tyche, Hermesa, Fortunę i Merkurego. W tym samym roku do Ufficio Primo swoją siedzibę przeniosło notowane na Giełdzie Papierów Wartościowych przedsiębiorstwo Ciech S.A.

## Architektura
Budynek ma sześć kondygnacji nadziemnych i dwie podziemne. Zbudowany na planie kwadratu, ma kształt zbliżony do sześcianu. Elewacja z każdej strony wygląda niemal identycznie. Wewnątrz znajduje się przestronna rotunda o wysokości całego budynku, z galeriami z kolumnami biegnącymi dookoła. Na ostatnich dwóch piętrach kolumny mają podwójną wysokość. Rotundę wieńczy płaska, betonowa kopuła z okrągłymi świetlikami. W podziemiach zaplanowano salę konferencyjną na 400 miejsc z półokrągłym sklepieniem z koncentrycznymi, żelbetowymi żebrami zbiegającymi się przy walcowatym żyrandolu. Wnętrze podziemnej sali konferencyjnej zbliżone jest wyglądem do wnętrza Hali Ludowej we Wrocławiu. Pomieszczenia biurowe mają wysokość przekraczającą 3,5 m. Okna są wąskie i zestawione w pary. Zdobi je boniowanie, zwłaszcza w części cokołowej. Narożniki budynku zajmują okrągłe klatki schodowe z duszą. Zwieńczenie budynku stanowi klasyczny gzyms. Główne wejście zaplanowano od strony ul. Jana Pankiewicza.
W podziemiach zaprojektowano schron przeciwatomowy. Do budowy budynku, według niektórych źródeł, rzekomo użyto materiałów pozyskanych ze zburzonych poniemieckich obiektów na Dolnym Śląsku, a świetliki pochodzić miały z bunkra Adolfa Hitlera.
Styl architektoniczny budynku stanowi syntezę zapożyczeń z różnych epok. Był elementem poszukiwań kompromisu między realizmem socjalistycznym a architekturą narodową, z zapożyczeniami treści zachodnioeuropejskich. Monumentalna bryła biurowca inspirowana była florenckimi pałacami miejskimi okresu quattrocenta z XV w. Kolumnada nawiązuje natomiast do romańskich kolumn z krypty św. Leonarda w katedrze wawelskiej. Galeriowe krużganki mogą być inspirowane krużgankami zamku na Wawelu. Styl budynku, unikalny w czasach socrealizmu, określić można jako modernistyczny historyzm.
Architektura budynku była poddawana przez współczesnych krytyce, biurowiec uznawano za „odchylenie kosmopolityczne”. W XXI w. formę budynku uznano za „niezwykłą”, a wręcz jako dzieło „wybitne i niepowtarzalne” oraz „wieloznaczne historycznie i kulturowo”. Architektura budynku może być próbą podważenia i wykpienia estetyki socrealizmu, która chciała nawiązywać do przeszłości, jednak bez konkretnie umiejscowionych w czasie odwołań. W tym przypadku skończyło się to nawiązaniem do estetyki związanej z Zachodem i bankowością, co można uznać za „obnażenie megalomaństwa zleceniodawcy”. W 2012 roku biurowiec został wpisany do gminnej ewidencji zabytków m.st. Warszawy (ID: SRO10857), a w 2015 roku budynek uznano za zabytek podlegający ochronie (nr rej. A-1290 z 19.03.2015).

## Galeria
| - Wizualizacja projektu budynku opublikowana na łamach „Stolicy” w 1951 roku - Wewnętrzne okrągłe patio z charakterystyczną kolumnadą - Rzeźby przy wejściu do budynku od strony północnej, umieszczone tam w 2015 roku |